# Elementare Anregung
Die elementare Anregung ist ein Konzept der Vielteilchenphysik von Festkörpern, welches die Aufnahme bzw. Abgabe von Energie durch ein System bestehend aus vielen Teilchen beschreibt.
Wird einem Festkörper Energie (z. B. in Form von Wärme) zugeführt, so wird die Energie nicht von einem einzelnen Teilchen (Atom oder Elektron) aufgenommen, sondern sich aufgrund der starken Wechselwirkungen zwischen den Teilchen schnell auf mehrere Teilchen verteilen. Statt die Energieverhältnisse der einzelnen Teilchen zu betrachten, wird das als eine Anregung beschrieben.
In erster Näherung sind elementare Anregungen wechselwirkungsfrei, d. h., sie beeinflussen sich nicht gegenseitig. In nächster Näherung müssen jedoch Wechselwirkungen zwischen elementaren Anregungen betrachtet werden. Diese Wechselwirkungen sind im Gegensatz zum Ausgangsproblem des Vielteilchensystems häufig „klein“ und können durch die Störungstheorie behandelt werden.
Die klassische Mechanik kennt eine ähnliche Problemstellung für den Schwingungszustand eines Systems von Massenpunkten. Hier wird beispielsweise die Schwingung einer Saite durch Normalmoden (Grundton und Obertöne) beschrieben, anstatt die Bewegung einzelner Atome der Saite zu betrachten.
Analog lässt sich ein Festkörper als ein System wechselwirkender Teilchen (Gitterionen und Elektronen) behandeln. Betrachten wir als Beispiel die Schwingung der Gitterionen um ihre Gleichgewichtslage: Grundschwingung und Oberschwingungen können durch Einführung von Normalkoordinaten separiert werden. (Allgemein gilt: besitzt ein System n Freiheitsgrade, so lässt sich durch Einführung neuer Normalkoordinaten eine Entkopplung der Bewegungsgleichungen erreichen.) Die Normalschwingungen lassen sich quantisieren, die zugehörigen Quanten der Gitterschwingungen nennt man Phononen. Sie sind eine der bekanntesten elementaren Anregungen des Festkörpers.
Die elementaren Anregungen eines Festkörpers, bei denen Photonen Bandübergänge von Ladungsträgern anregen bzw. bei spontanen Bandübergängen emittiert werden, besitzen typischerweise eine höhere Größenordnung an Energie als die Phononen.
Eine elementare Anregung eines Festkörpers, die mit effektiven Feldgrößen beschrieben werden kann, heißt Quasiteilchen.